# کویسی ان آلمونت
کویسی ان آلمونت (به فرانسوی: Cuisy-en-Almont) یک کمون (فرانسه) در فرانسه است که در ان (ا-دو-فرانس) واقع شده‌است. کویسی ان آلمونت ۹٫۱۷ کیلومتر مربع مساحت دارد ۱۴۴ متر بالاتر از سطح دریا واقع شده‌است.